# Phương Khoan
Phương Khoan là một xã thuộc huyện Sông Lô, tỉnh Vĩnh Phúc, Việt Nam.
Xã có diện tích 7,15 km², dân số năm 2021 là 5753 người, mật độ dân số đạt 717 người/km².